# Death Before Dishonor (2023)
Death Before Dishonor 2023 será el próximo Pago por visión de lucha libre profesional coproducido por la empresa estadounidense Ring of Honor (ROH) y All Elite Wrestling (AEW). Tendrá lugar el 21 de julio de 2023 en el CURE Insurance Arena de Trenton, Nueva Jersey. Es el vigésimo evento en la cronología de Death Before Dishonor. 

## Producción
Death Before Dishonor es un evento de lucha libre profesional, celebrado anualmente por la empresa estadounidense Ring of Honor. El primer evento se celebró en 2003, y es tradicionalmente uno de los eventos más importantes de ROH en el año.
En el episodio del 2 de junio de 2023 de AEW Rampage, se anunció que Death Before Dishonor tendría lugar el 21 de julio de 2023, desde el CURE Insurance Arena en Trenton, Nueva Jersey

## Resultados
- Zero Hour: Josh Woods (con Ari Daivari, Tony Nese & "Smart" Mark Sterling) derrotó a Tracy Williams en un Pure Rules Match.
  - Woods forzó a Williams a rendirse con un «Guillotine Clutch».
- Zero Hour: Action Andretti & Darius Martin derrotaron a The Workhorsemen (Anthony Henry & JD Drake). 
  - Andretti cubrió a Drake después de un «Assisted Neckbreacker».
- Zero Hour: Leyla Hirsch derrotó a Trish Adora (con Shawn Dean & Carlie Bravo). 
  - Hirsch forzó a Adora a rendirse con un «Cross Armbreaker».
  - Después de la lucha, Hirsch continuó atacando a Adora, pero fue detenida por Skye Blue.
- Zero Hour: AR Fox derrotó a Shane Taylor y ganó una oportunidad por el Campeonato Internacional de AEW.
  - Fox cubrió a Taylor después de un «450° Splash».
- Gravity derrotó a Komander (con Alex Abrahantes). 
  - Gravity cubrió a Komander con un «Roll-Up».
  - Después de la lucha, ambos se dieron la mano en señal de respeto.
- Samoa Joe derrotó a Dalton Castle (con Brandon Tate & Brent Tate) y retuvo el Campeonato Mundial Televisivo de ROH.
  - Joe ganó la lucha después de que Castle quedará inconsciente con un «Coquina Clutch».
  - Durante la lucha, The Boys interfirieron a favor de Castle, pero fueron expulsados por el árbitro.
- Aussie Open (Kyle Fletcher & Mark Davis) derrotó a Lucha Bros (Penta El Zero M & Rey Fénix) (c) (con Alex Abrahantes), Best Friends (Chuck Taylor & Trent Beretta) y The Kingdom (Matt Taven & Mike Bennett) (con Maria Kanellis) y ganó el Campeonato Mundial en Parejas de ROH.
  - Fletcher cubrió a Bennett después de un «Coriolis».
  - Durante la lucha, Kanellis interfirió a favor de The Kingdom, mientras que Abrahantes lo hizo a favor de los Lucha Brothers.
- Mogul Embassy (Brian Cage, Kaun & Toa Liona) (con Prince Nana) derrotó a Six or Nine (Master Wato & Ryusuke Taguchi) & Leon Ruffin y retuvo el Campeonato Mundial de Trios de ROH. 
  - Liona cubrió a Ruffin después de un «Double Facebuster».
- Katsuyori Shibata derrotó a Daniel García en un Pure Rules Match y retuvo el Campeonato Puro de ROH.
  - Shibata cubrió a García después de un «Penalty Kick».
- The Dark Order (Evil Uno, Alex Reynolds & John Silver) derrotó a The Righteous (Vincent & Dutch) & Stu Grayson en un Fight Without Honor. 
  - Uno cubrió a Grayson después de un «Pendulum Bomb».
- Claudio Castagnoli derrotó a PAC y retuvo el Campeonato Mundial de ROH.
  - Castagnoli cubrió a PAC después de un «Riccola Bomb».
  - Durante la lucha, Wheeler Yuta interfirio a favor de Castagnoli.
  - Después de la lucha, Blackpool Combat Club (Castagnoli & Yuta), Best Friends (Orange Cassidy, Trent Barretta & Chuck Taylor) y Death Triangle (PAC, Penta El Zero M & Rey Fénix) se atacaron mutuamente.
  - Originalmente Eddie Kingston sería el rival de Castagnoli, pero fue reemplazado por Mark Briscoe debido a su participación en el G1 Climax 33.
  - Originalmente Briscoe sería el rival de Castagnoli, pero fue reemplazado por una lesión. Posteriormente, se dio a conocer que PAC tomaría su lugar en la lucha.
- Athena derrotó a Willow Nightingale y retuvo el Campeonato Mundial Femenino de ROH. 
  - Athena ganó la lucha después de que Nightingale quedará inconsciente con un «Crossface».
  - Esta lucha fue el primer evento estelar femenino en la historia de ROH.

### Torneo Eliminatorio por elCampeonato Mundial Televisivo de ROH
|  | Semifinales ROH Honor Club TV (13 de julio) | Semifinales ROH Honor Club TV (13 de julio) | Semifinales ROH Honor Club TV (13 de julio) |     |  | Final ROH Honor Club TV (20 de julio) | Final ROH Honor Club TV (20 de julio) | Final ROH Honor Club TV (20 de julio) |  |
|  |                                             |                                             |                                             |     |  |                                       |                                       |                                       |  |
|  |                                             |                                             |                                             |     |  |                                       |                                       |                                       |  |
|  | Dalton Castle                               | Dalton Castle                               | Pin                                         |     |  |                                       |                                       |                                       |  |
|  | Dalton Castle                               | Dalton Castle                               | Pin                                         |     |  |                                       |                                       |                                       |  |
|  | Tony Nese                                   |                                             |                                             |     |  |                                       |                                       |                                       |  |
|  |                                             | Dalton Castle                               | Dalton Castle                               | Pin |  |                                       |                                       |                                       |  |
|  |                                             |                                             |                                             | Pin |  |                                       |                                       |                                       |  |
|  |                                             |                                             | Shane Taylor                                |     |  |                                       |                                       |                                       |  |
|  | Shane Taylor                                | Shane Taylor                                | Pin                                         |     |  |                                       |                                       |                                       |  |
|  | Shane Taylor                                | Shane Taylor                                | Pin                                         |     |  |                                       |                                       |                                       |  |
|  | Shawn Dean                                  |                                             |                                             |     |  |                                       |                                       |                                       |  |
|  |                                             |                                             |                                             |     |  |                                       |                                       |                                       |  |
|  |                                             |                                             |                                             |     |  |                                       |                                       |                                       |  |